# Schloss Bizeljsko

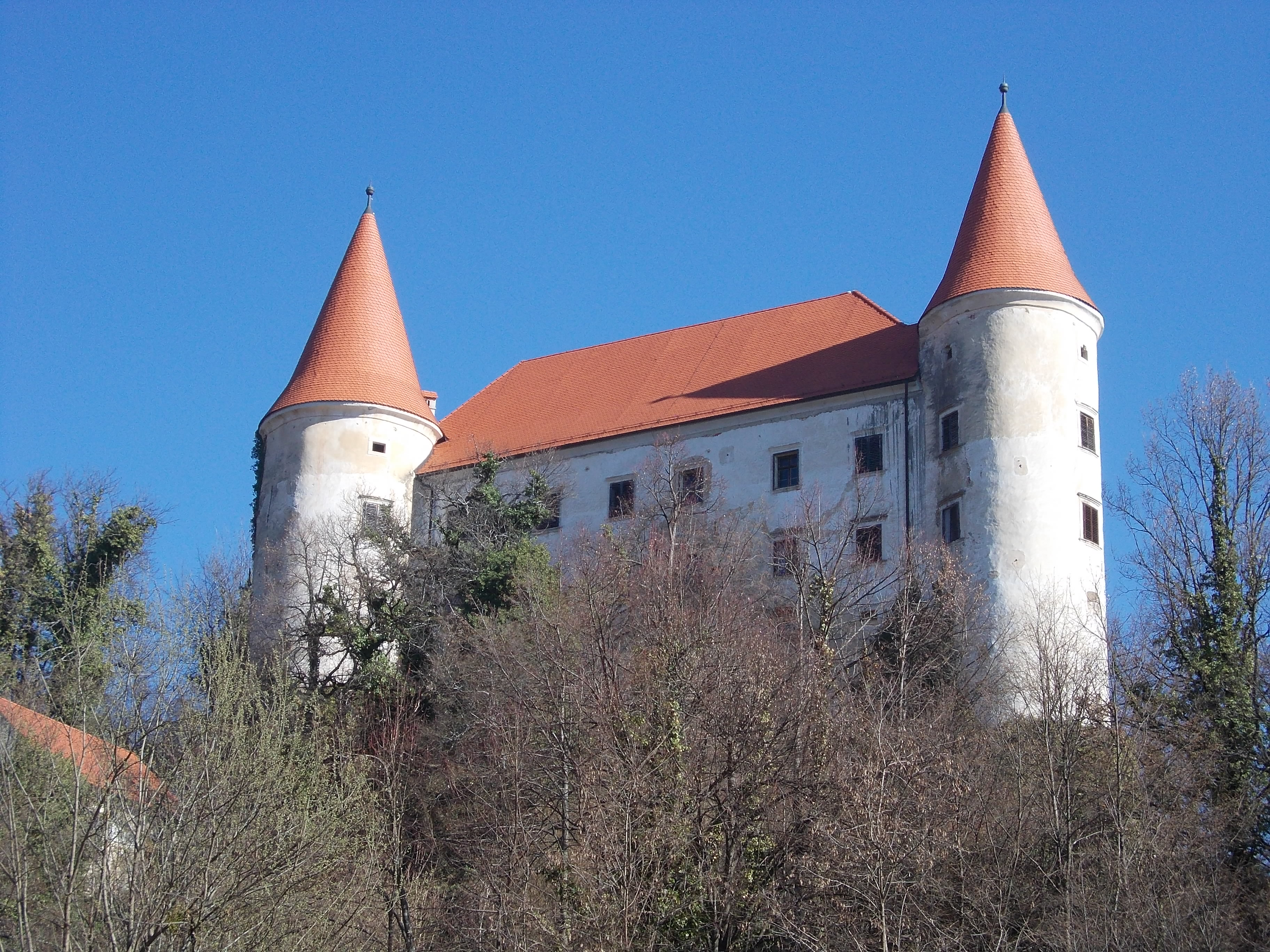
Schloss Bizeljsko

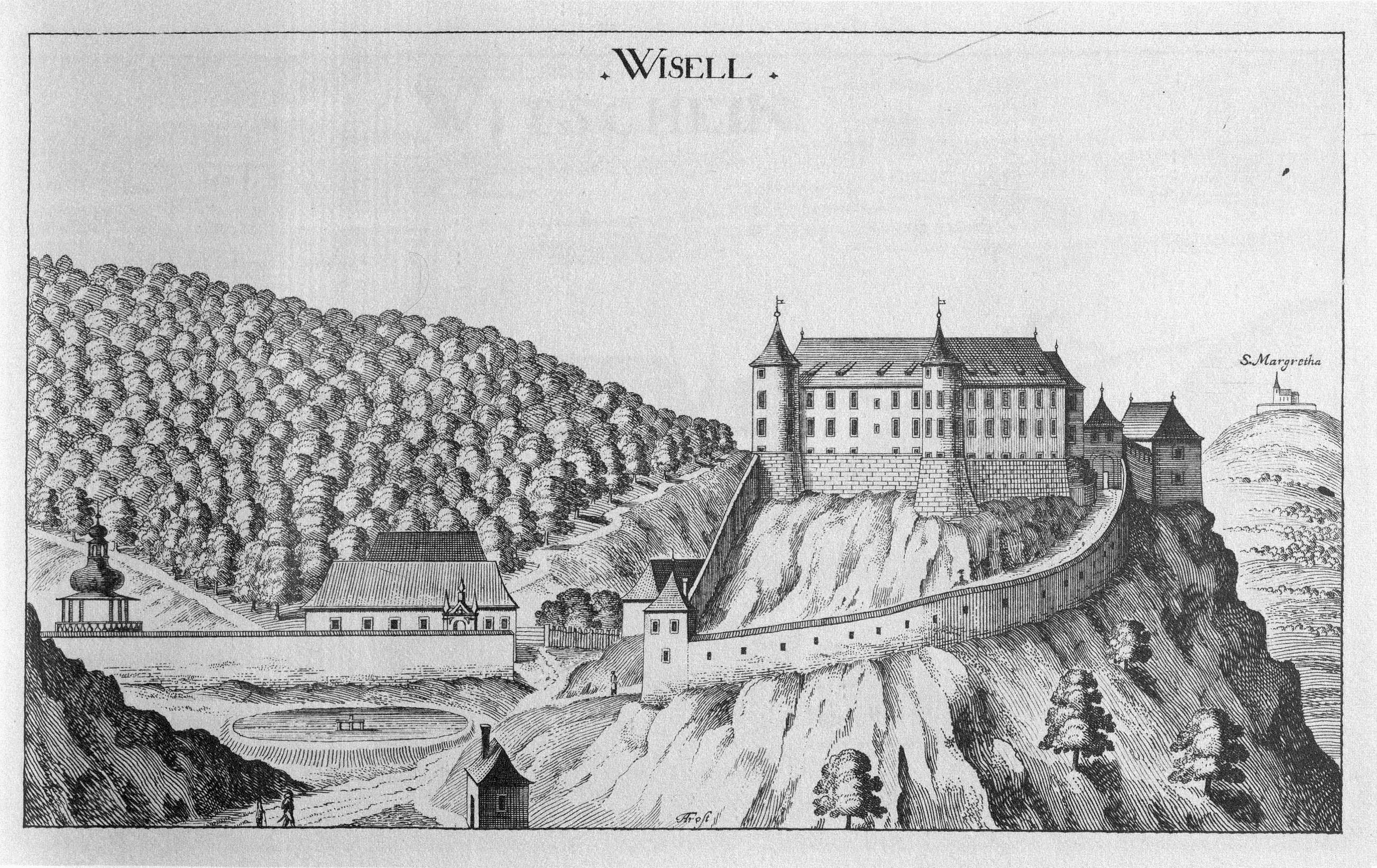
Schloss Wisell bei Rann, 1681

Das Schloss Bizeljsko (slowenisch: Grad Bizeljsko, deutsch: Schloss Wisell) ist eine Burganlage aus dem 14. Jahrhundert. Sie steht auf einer Anhöhe im Dorf Bizeljska Vas, Gemeinde Brežice in der slowenischen Landschaft Posavje. Das Gebäude besteht aus einem Wohnteil, der das Zentrum der Anlage bildet und eine barocke Kapelle umfasst, sowie einem Außenteil, der Verteidigungszwecken diente. Die Anlage ist im slowenischen Kulturerberegister eingetragen.

## Geschichte
Die Burg wurde 1404 erstmals in schriftlichen Quellen erwähnt. Sie gehörte unter anderem den Familien Tattenbach und Windisch-Graetz. Die ältesten Teile des heute sichtbaren Bauwerks stammen aus dem 14. Jahrhundert. Die Burg wurde im Laufe der Jahrhunderte nach und nach umgebaut und erweitert.